# 艾哈邁德·阿布賈努殊
艾哈邁德·阿布賈努殊（阿拉伯語：أحمد أبو غوش，1996年2月1日—）是約旦男子跆拳道运动员，在2016年里约热内卢奥运会上夺得男子68公斤级金牌，成为首位夺得奥运冠军的約旦跆拳道男选手。此枚金牌亦是約旦史上第一面奧運獎牌。